# 유아심리학
유아심리학은 발달심리학의 한 분야이다. 보통 1세부터 6세 이하의 유아를 대상으로 한다.